# Metáfora
Metáfora é uma figura de linguagem que produz sentidos figurados por meio de comparações. Também é um recurso expressivo.
 Amor é fogo que arde sem se ver.— Luís de Camões
 Vi sorrir o amor que tu me deste.— Cesário Verde
O termo fogo mantém seu sentido próprio - desenvolvimento simultâneo de calor e luz, que é produto da combustão de matérias inflamáveis, como, por exemplo, o carvão - e possui sentidos figurados - fervor, paixão, excitação, sofrimento etc.
Didaticamente, pode-se considerá-la uma comparação que não usa conectivo (por exemplo, "como"), mas que apresenta de forma literal uma equivalência que é apenas figurada.
Meu coração é um balde despejado.— Fernando Pessoa

## Etimologia
Metáfora deriva do grego μεταφορά, "transferência, transporte para outro lugar", composto de μετά (meta),"entre" e φέρω (pherō), "carregar". Em seu sentido literal, o verbo grego metaphrein seria traduzido pelo verbo latino transferire.

## Relação com outras figuras de linguagem
Enquanto a metáfora trabalha com os traços semânticos comuns entre duas ideias, a metonímia funciona com a relação de contiguidade entre elas. Moacyr Garcia em seu clássico "Comunicação em Prosa Moderna", percebe-se que os traços de significados das duas ideia comparadas entram em intersecção na metáfora.
Por exemplo (subjetivo): um gato é um quadrúpede, mamífero, felino, que mia e é considerado sensual. Um moço é bípede, mamífero, humano, fala e pode ser sensual. Ao compararmos os dois com a metáfora "Esse moço é um gato", o traço de significado que provavelmente estaremos colocando em intersecção é apenas o traço sensual.
Já na metonímia, as duas ideias não se superpõem como na metáfora, mas estão relacionadas por  proximidade.
Por exemplo, as expressões "sem-teto", "tomou o copo todo", "adoro ler Veríssimo" são metonímias, porque: 
1. O termo teto está em relação de contiguidade com o resto da habitação. É uma das suas partes, e na expressão substitui o todo "habitação". (Um sem-teto geralmente também não tem o restante da habitação - a porta, as janelas, as paredes, o chão);
2. O termo copo normalmente contém alguma bebida e é usado no lugar da bebida que contém. (Ninguém consegue beber o copo);
3. O termo Veríssimo é usado no lugar dos livros e crônicas do autor. (A pessoa gosta dos textos do autor; é impossível ler uma pessoa).

Diferente da metonímia, outras figuras de linguagens como a personificação e a hipérbole mantêm com a metáfora uma relação de união semântica, não podendo assim ser totalmente dissociada uma da outra. É como se tais figuras fossem “metáforas especiais”. Se observarmos a frase: “ Neste dia ensolarado, o mar me convida ao seu encontro e as ondas querem me abraçar”, temos a metáfora na comparação sem o conectivo: O dia está tão lindo e o mar tão bom que é “como se” ele me convidasse para o mergulho e ondas estão tão movimentadas que “parecem” querer me abraçar. Existe também, de forma simultânea, a personificação, uma vez que “convidar” e “abraçar” são ações próprias de pessoas e não de seres inanimados como o mar ou as ondas.
O mesmo ocorre com a metáfora e a hipérbole. Vejamos essa outra frase: “Chorei um rio de lágrimas”. A metáfora está na comparação sem o conectivo: O choro era tão intenso e as lágrimas tantas que  era “como se fossem iguais” às águas de um rio. Isso também forma, de maneira simultânea, a hipérbole, ora, não se pode alguém chorar um rio de lágrimas, por essa ser uma quantidade de lágrimas impossível de alguém produzir por lacrimação. Registra-se aí, nitidamente, o modo exagerado de se expressar.
É importante observar, entretanto, que nem sempre a metáfora será uma personificação ou hipérbole(“A minha pequena é uma flor” entenda-se aí uma "metáfora pura": ela tão delicada, bonita, cheirosa “quanto uma flor é”), mas muito frequentemente o contrário se confirma: a personificação ou hipérbole serão também metáforas. Assim como também outras figuras de linguagem consideradas semânticas como a  catacrese e a sinestesia.
Outros exemplos:
- “O fogo dançava com a chuva” ( Metáfora = personificação);
- “ A lua roubara todo o seu brilho, naquela noite” (Metáfora = personificação);
- “ Eles morreram de rir com a peça”. (Metáfora = hipérbole);
- “ Choveu mais de meia hora sem parar, foi um dilúvio!” (Metáfora = hipérbole).

## Exemplos de metáfora
- "Sou um cachorro sem sentimentos"
- "Cada fruto desta árvore é um pingo de ouro"
- "Meu pensamento é um rio subterrâneo" (Fernando Pessoa)
- "Fulano é um gato"
- "Essa menina é uma flor"
- "Essa menina é um filé"
- "Essa comida está muito massa"
- "É um ato de falta de grandeza desprezar o desejado pássaro depois que ele pousa em suas mãos" (Giuliano Fratin)
- "Em sua sincera dissimulação ele usou uma máscara feita com o molde de seu próprio rosto" (Giuliano Fratin)
- "Os Lenhadores da ilusão jamais obterão êxito na floresta da minha verdade" (Giuliano Fratin)
- "Jamais deveriam ser asfaltados os bosques e campos floridos de um ingênuo coração" (Giuliano Fratin)
- "E se na vida estamos apenas a fazer tempo a espera da libertação da morte" (Dodanim Macedo)
- “Sua boca é um cadeado/ E meu corpo é uma fogueira” (Chico Buarque)